# 고이즈미촌 (미야기현)
고이즈미촌(小泉村)은 일본 미야기현 모토요시군에 설치되었던 촌이다. 현재의 게센누마시에 해당한다.